# Občina Špišić Bukovica
Občina Špišić Bukovica je ena izmed občin na Hrvaškem katere središče je istoimensko naselje v virovitiško-podravski županiji.

## Geografija
Občino s površino 39,10 km² sestavlja 7 naselij.

## Demografija
V sedmih naseljih je leta 2001 živelo 4.459 prebivalcev.

## Naselja v občini
Bušetina, Lozan, Novi Antunovac, Okrugljača, Rogovac, Špišić Bukovica, Vukosavljevica